# Relations économiques entre l'Amérique espagnole et l'Europe
 (juin 2024).
Les relations économiques entre l'Amérique espagnole et l'Europe débutent modestement à la fin du XVe siècle, dès la découverte européenne du Nouveau Monde en 1492 par Christophe Colomb, et s'intensifient au fil des siècles jusqu'à l'indépendance des colonies de l'Empire espagnol en Amérique.
Les Espagnols ont principalement importé de l'or et de l'argent des mines du Mexique et du Pérou, et y ont exporté principalement des produits manufacturés (textiles, armes, outils) ainsi que des esclaves depuis l'Afrique. La balance commerciale entre l'Espagne métropolitaine et ses colonies américaines était positive en faveur de la métropole.
Les importations de métaux précieux ont permis à d'immenses fortunes de se constituer en Espagne et ont permis aux rois d'Espagne de financer de nombreuses campagnes militaires contre l'Empire ottoman en Méditerranée et la Réforme protestante, notamment en Flandre espagnole, mais sont généralement considérées comme une des principales causes de la forte inflation en Europe de l'Ouest connue sous le nom de révolution des prix.
Les colonies américaines, quant à elles, dépendaient tellement de leurs importations depuis l'Europe (particulièrement en textiles) que cela leur a causé plusieurs crises économiques.

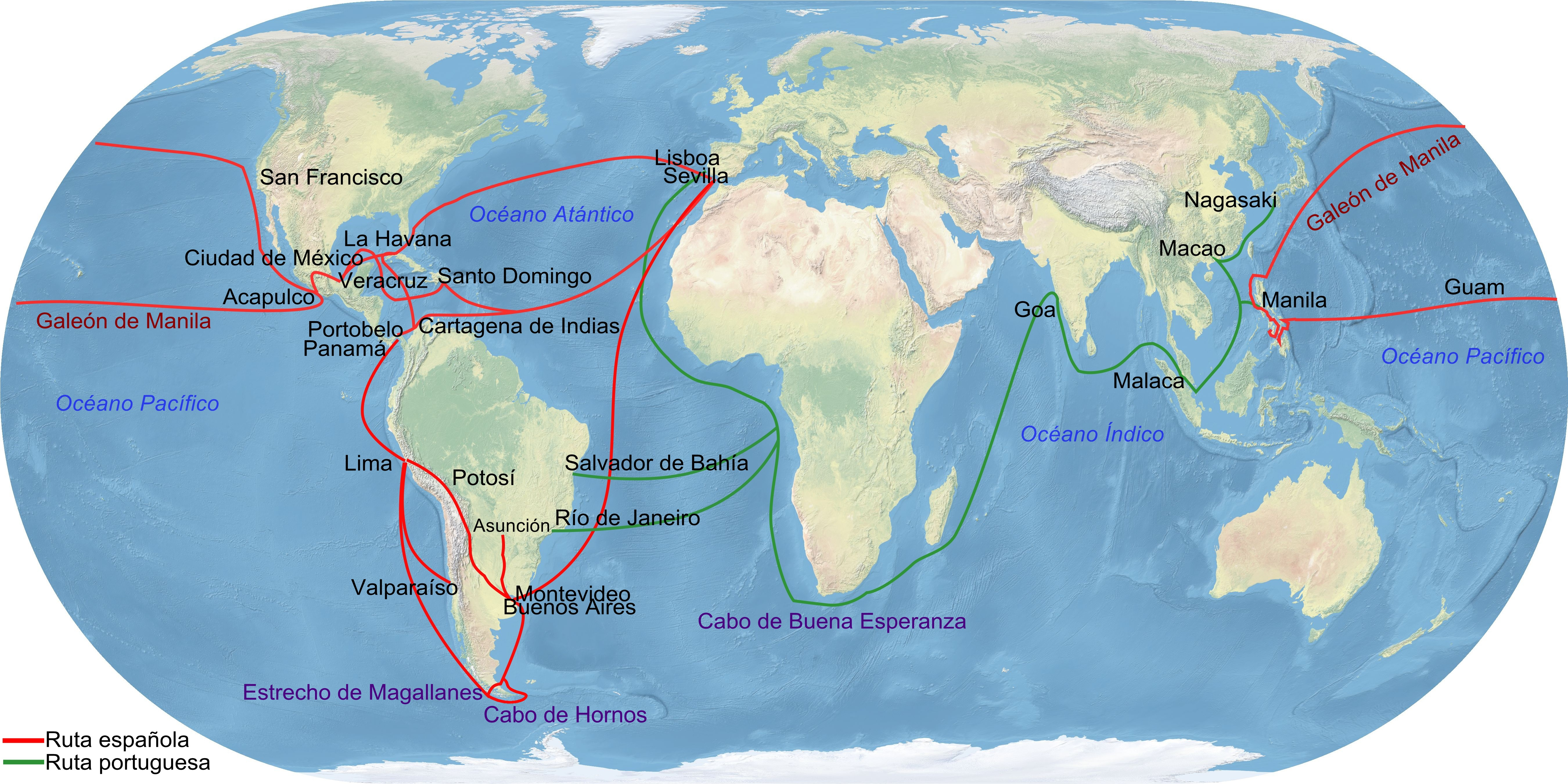
Principales routes maritimes au sein de l'Empire espagnol

## Transport maritime
Entre 1540 et 1650, environ 11 000 navires espagnols ayant fait le voyage entre l'Espagne et l'Amérique ont été recensés, ceux transportant les cargaisons les plus précieuses regroupé dans la Flotte des Indes entre 1566 et 1790. De ceux-ci, 519 furent perdus (la majorité dans des tempêtes) et seulement 107 du fait d'attaques ennemies, c'est-à-dire 20 % des pertes totales.

## Importations de produits américains en Europe

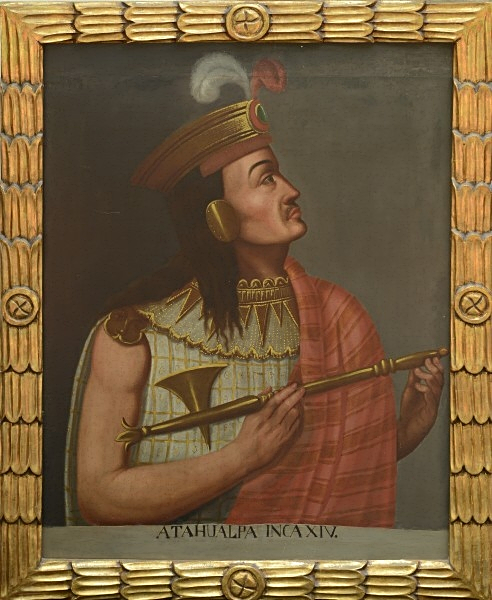
La capture de l’empereur inca Atahualpa par Francisco Pizarro rapporta l'équivalent d'un demi-siècle de production européenne en métaux précieux.

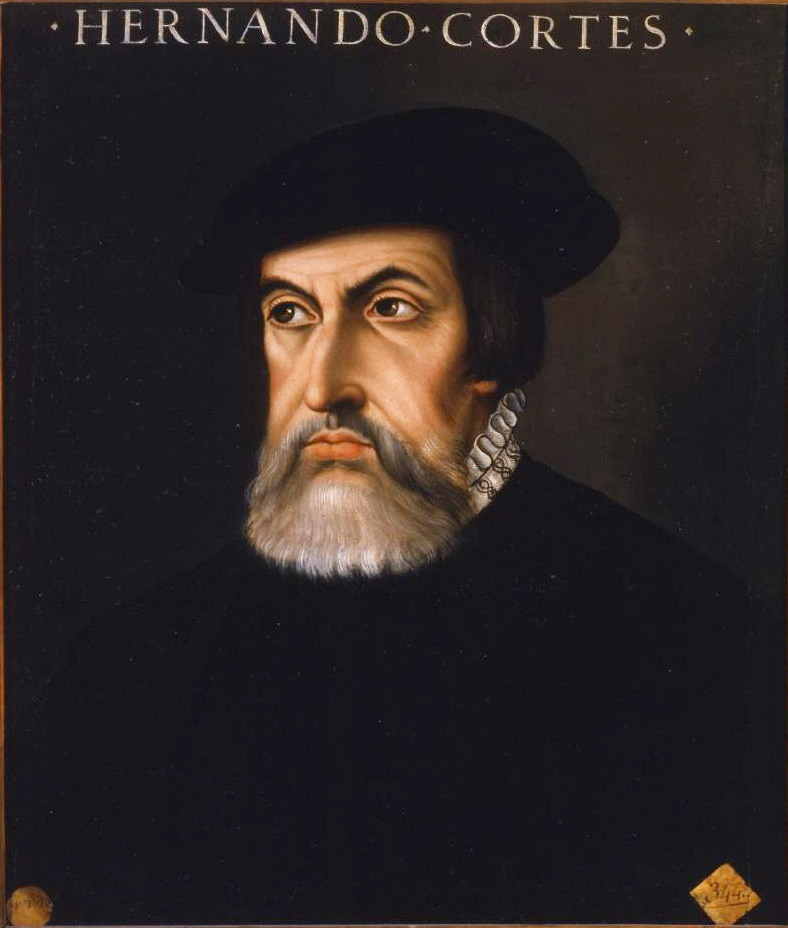
Hernán Cortés, conquistador de l'empire aztèque. Contrairement à la légende, les richesses en or de l'empire aztèque se révélèrent moins abondantes que prévu : en réalité, ce sont les mines d'argent du XVIIIe siècle qui ont principalement contribué à la richesse et la renommée du Mexique et de l'Empire espagnol.

### Minerais

#### Sources d'approvisionnement
Il existe deux sources d'approvisionnement en or et en argent : les mines et les butins de guerre.
Les deux grandes prises de guerre faites dans l'Empire aztèque et surtout dans l'Empire Inca rapportèrent d'importantes sommes d'argent à la couronne d'Espagne et aux conquistadors. La rançon de l’empereur inca Atahualpa représente selon Pierre Chaunu un demi-siècle de production de métaux précieux en Europe.
Les mines rapporteront encore plus que les butins de guerre : d'abord par les quelques sources d'or à Cuba au début du XVIe siècle, puis les très grandes mines d'argent du Pérou du XVIIe siècle (la mine de Potosí) et plus au nord les mines mexicaines, qui vont dominer la production du XVIIIe siècle, en compagnie des mines d'or du Brésil portugais (Minas Gerais).
Le siècle le plus florissant a été le XVIIIe siècle grâce aux mines d'argent du Mexique et du Pérou. Le métal extrait est composé surtout du métal argent et non pas d'or. Contrairement aux idées reçues, c'était au cours du XVIIe siècle et au XVIIIe siècle que la production et l'arrivage de métaux précieux en Europe ont été les plus importants. La production du XVIe siècle (siècle d'or) n'a été que le tiers de la production du XVIIe siècle et le cinquième de la production du XVIIIe siècle.

#### Un afflux relatif de métaux précieux en Europe
L'alimentation du stock des métaux précieux en Europe à l'époque moderne provient principalement de la production d'argent (et dans une moindre mesure, d'or) des mines américaines, largement supérieure à celle des mines européennes et africaines réunies. L'historien Hume estime le stock de métaux précieux en Europe juste avant le départ de Christophe Colomb à environ 600 millions de pesos : grâce aux arrivages américains, le stock de métaux précieux en Europe aurait presque doublé entre 1500 et 1650, et aurait triplé en 1800 pour atteindre 3 milliards et demi de pesos[réf. souhaitée]. Toutefois, Fernand Braudel émet des estimations plus basses et selon lui, le stock des métaux précieux en Europe n'aurait augmenté que de 20 % entre 1500 et 1800[réf. souhaitée].
Quelle qu'en soit l'importance, l'augmentation du stock d'or et d'argent en Europe grâce aux arrivages américains est à relativiser. En effet, ces métaux précieux perdent de la valeur au fil des siècles : l'historien Earl J. Hamilton a estimé en 1934 qu'en Espagne, pendant la première moitié du XVIe siècle, le prix des produits de base a un peu plus que doublé, et qu'entre 1500 et 1650 le pouvoir d'achat n'a pas augmenté en Europe, malgré l'importation depuis l'Amérique de ces métaux pour une valeur totale de près de 450 millions de pesos ; il suppose que « l'augmentation de la production et de l'échange de biens qui a accompagné la croissance de la population, la substitution de paiements monétaires aux rentes de production que le déclin du féodalisme a entraîné, la diminution du crédit mercantile et financier qui a résulté de la décadence des foires de la Vieille Castille, le passage des salaires entièrement ou partiellement en nature à la rémunération monétaire des services, et la diminution du troc ont eu tendance à contrecarrer l'augmentation rapide de la quantité de monnaie en or et en argent ». Il affirme cependant que « l’augmentation du stock mondial de métaux précieux au cours du XVIe siècle était probablement plus de deux fois – voire même quatre fois – aussi importante que la hausse des prix » en Espagne, et il tente de l'expliquer par l'hypothèse qu’une partie croissante de cet afflux n'a pas été convertie en monnaie : « Les espèces et lingots thésaurisés qui n'ont pas été convertis en monnaie n'ont évidemment pas eu d'effet sur les prix. L'utilisation ornementale de l'or et de l'argent par l'Église a sans doute neutralisé une partie considérable des importations ; et après la découverte de la route du Cap, le flux d'or et d'argent vers l'Orient, une nécropole de trésors européens même à l'époque romaine, a été incomparablement plus important que jamais auparavant » (en effet, l'économiste John Munro estime en 2007 que sur la valeur totale des achats européens effectués en Asie au début des temps modernes, environ 65 à 70 % étaient payés en lingots).
Selon Pierre Chaunu, la comparaison de la valeur ajoutée entre la production de blé dans le bassin méditerranéen et la production des mines en Amérique, permet de calculer que, pour le XVIe siècle, la Méditerranée produit, en blé, une valeur numéraire trente-cinq fois supérieure à la production des mines américaines[réf. souhaitée]. Pour le XVIIe et le XVIIIe siècle, jamais la production des mines américaines ne surpasse en valeur la production du blé en Méditerranée. Par conséquent, même si l'importation de métaux précieux depuis les mines américaines est énorme, elle ne domine pas l'ensemble de l'économie.

### Produits agricoles et forestiers
Jusqu'au XVIIIe siècle, les importations de produits agricoles correspondent à environ 20 % de la valeur totale des importations d'Amérique (le reste est presque entièrement constitué par les métaux précieux). Ensuite, la tendance s’inverse : la proportion des produits agricoles augmente d'année en année dans les importations en provenance d'Amérique grâce au développement des colonies espagnoles, brésiliennes, mais aussi anglaises (les Treize Colonies). Michel Morineau (spécialiste d'histoire économique) écrivait: "Ainsi trois siècles après Christophe Colomb, l'Amérique sans avoir failli à son rêve de l'or, a considérablement élargi sa vocation, devenue une terre de culture et d'élevage, encore exotique certes, mais sur le point d'assumer plus à plein, sinon entièrement, toutes les richesses, toutes les virtualités du potentiel de ses terres fertiles".
Parmi les produits nouveaux en Europe (en), exotiques, on peut notamment citer le tabac et le cacao, qu'on retrouve par exemple en tête de la liste suivante : 

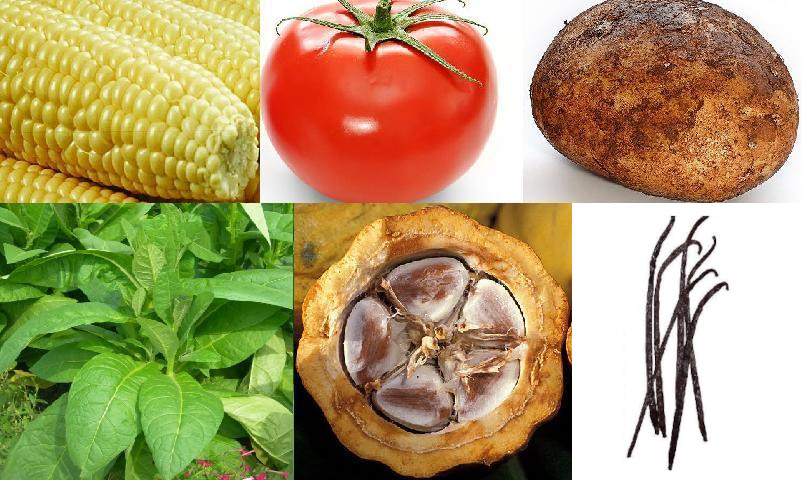
Exemples de nouveaux produits agricoles importés d'Amérique (de gauche à droite et de haut en bas) : maïs, tomate, pomme de terre, tabac, cacao, vanille.

| Marchandise             | Valeur | Pourcentage |
| ----------------------- | ------ | ----------- |
| Or et argent (privé)    | 4 648  | 42,5        |
| Or et argent (couronne) | 1 520  | 13,9        |
| Tabac                   | 1 490  | 13,6        |
| Cacao                   | 851    | 7,8         |
| Sucre                   | 606    | 5,5         |
| Indigo                  | 568    | 5,2         |
| Cochenille              | 461    | 4,2         |
| Peaux                   | 377    | 3,4         |
| Cascarille              | 152    | 1,4         |
| Bois                    | 54     | 0,5         |
| Cuivre                  | 52     | 0,4         |
| Coton                   | 46     | 0,4         |
| Laine de vigogne        | 13     | 0,1         |
| Autres                  | 114    | 1,0         |
| Total                   | 10 954 | 95,4        |

La culture d'espèces de plantes alimentaires originaires d'Amérique (en) et inconnues en Europe est peu à peu introduite en Europe et dans d'autres zones (tropicales en particulier) d'Afrique et d'Asie : maïs, pomme de terre, quinoa, tomate, piment, poivron, haricot, courges, cacao, vanille, ananas, cacahuète, papaye, goyave....
Inversement, les Européens cultivent en Amérique de nombreuses espèces de bétail (bovins, équidés) et de plantes qui n'y existaient pas, en particulier alimentaires (blé, canne à sucre, etc.) mais pas seulement (indigotier).

## Exportations européennes en Amérique

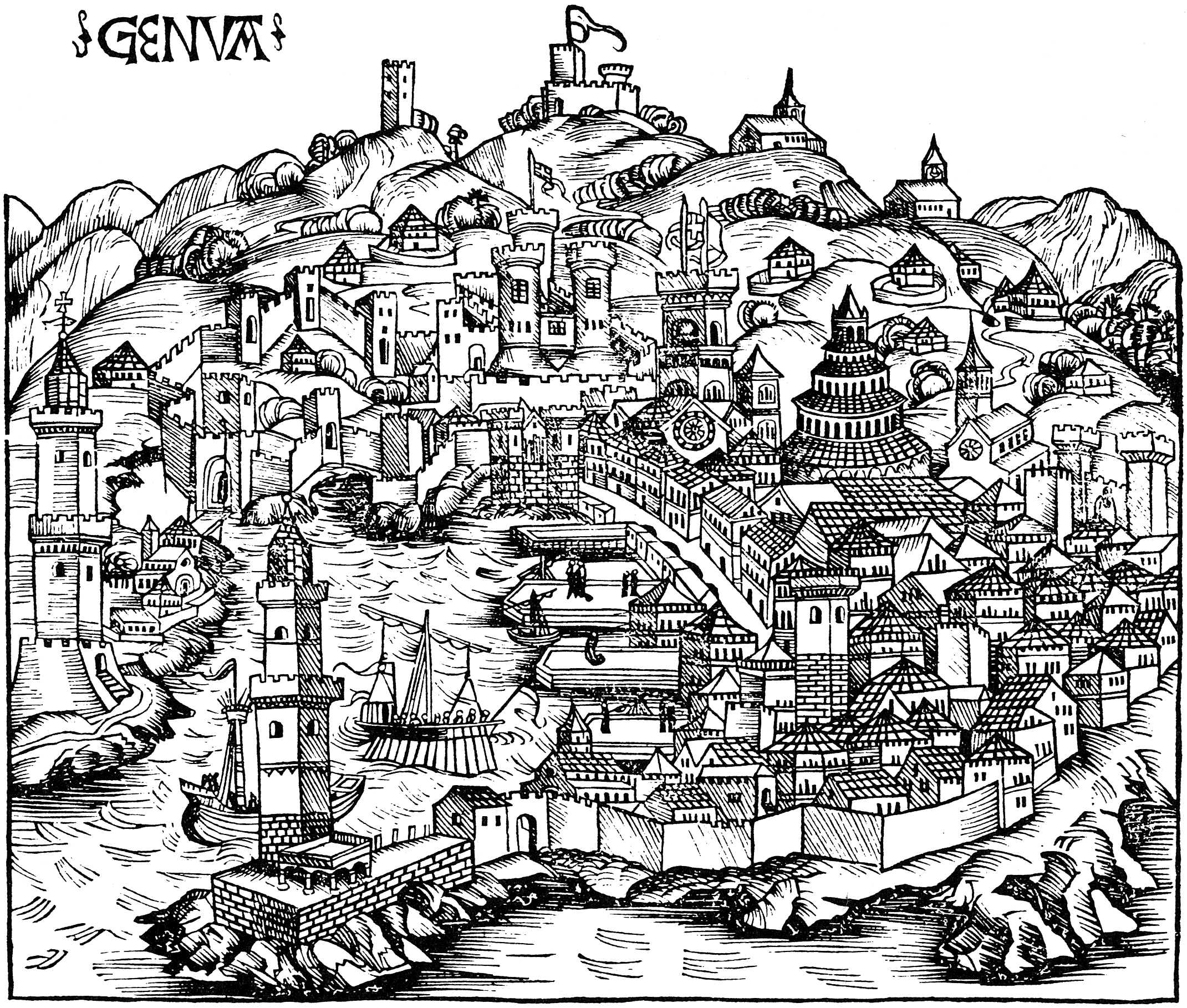
Loin derrière la France, la république de Gênes fut le deuxième fournisseur de l'Amérique espagnole au XVIIe siècle

L'Europe vend à ses colonies américaines toutes sortes de produits. Ce qui domine par-dessus tout ce sont les produits textiles. En valeur, ils représentent plus de la moitié des exportations de l'Europe vers l'Amérique (60 % environ). Les produits agricoles représentent moins d'un tiers des exportations et le reste est constitué de toute sorte de produits divers : vin, raisins secs, armes, esclaves, clous, outils agricoles, cire, papier…

## Balance commerciale
La balance commerciale entre l'Amérique espagnole et l'Europe était favorable à l'Europe. Entre 1701 et 1710, les Européens importent d'Amérique ibérique 6 millions de pesos de marchandises par an, et y exportent plus de 7 millions de pesos de marchandises par an, essentiellement en textiles.

### Par pays
En 1686 : 
- La France, pour 3 millions de pesos, soit 40 % du total des exportations de l'Europe vers l'Amérique espagnole, est le premier partenaire commercial de l'Amérique espagnole.
- La ville de Gênes pour 1 million de pesos de vente en Amérique, soit 10 % de part de marché, est le deuxième partenaire commercial le plus important de l'Amérique espagnole.
- L'Angleterre, 10 % de part de marché également.
- Les Pays-Bas obtiennent 9 % de part de marché.
- L'Espagne, 5 % de part de marché.
- Hambourg, avec 300 000 pesos d'exportation, possède 3 % de part du marché.

### Conséquences économiques en Europe
Les régions, certaines villes qui se sont spécialisés dans la production pour le marché américain possèdent une forte dépendance envers le marché américain :
- par exemple Gênes, qui produit surtout du papier pour l'Amérique. L'ambassadeur de Gênes disait en 1600, "la Ville de Gênes serait en faillite si l'Amérique n'existait pas".
- Pour la Bretagne française, la dépendance était élevée. La Bretagne s'était spécialisée dans une branche qui était le textile haut de gamme pour l'Amérique et la Bretagne en dépendait beaucoup pour le développement de son économie.

#### Crises en Amérique
En moyenne, les prix, une fois arrivés en Amérique, sont multiples par deux voire trois. Une fois tous les frais déduits, la rentabilité moyenne serait de 20 à 30 % selon les archives des marchands de Saint-Malo (XVIIe siècle).
Cependant, l'importation de produits en Amérique était souvent si importante que l'offre dépassait alors les capacités de la demande, et que les prix pouvaient baisser jusqu'à atteindre des prix inférieurs aux prix européens.
Les exemples d'années de crise en sont nombreux. 
En 1661, il y a eu une grave crise avec un forte chute des prix des marchandises en provenance de Grande-Bretagne. Les marchands de tissu ont eu 30 % à 40 % de perte.
En 1686, alors qu'il y avait beaucoup de liquidités en Amérique pour acheter, on se retrouvait quand même avec un marché exécrable où on vendait à perte sur plus de la moitié des marchandises, sans même tenir compte des invendus.
Au XVIIIe siècle, les annales indiquent une série de faillites spectaculaires de grandes compagnies commerciales françaises installées à Cadix et à Séville.
Des accidents de disponibilité de liquidités pouvaient parfois se produire. Par exemple, à la foire de Portobelo, en 1678, les commerçants sont venus avec 25 millions de pesos de marchandises alors que les Péruviens ne disposaient que de 15 millions de pesos de liquidités.
En 1658, au contraire, les chroniques rendent compte de conditions exceptionnelles, lors de que ce qu'on appela ensuite « la foire de l'Année sainte » : les matelots des galions du Marquis de Villarubia ont vendu leurs vêtements usés au même poids que l'argent.

#### Distribution des profits en Europe

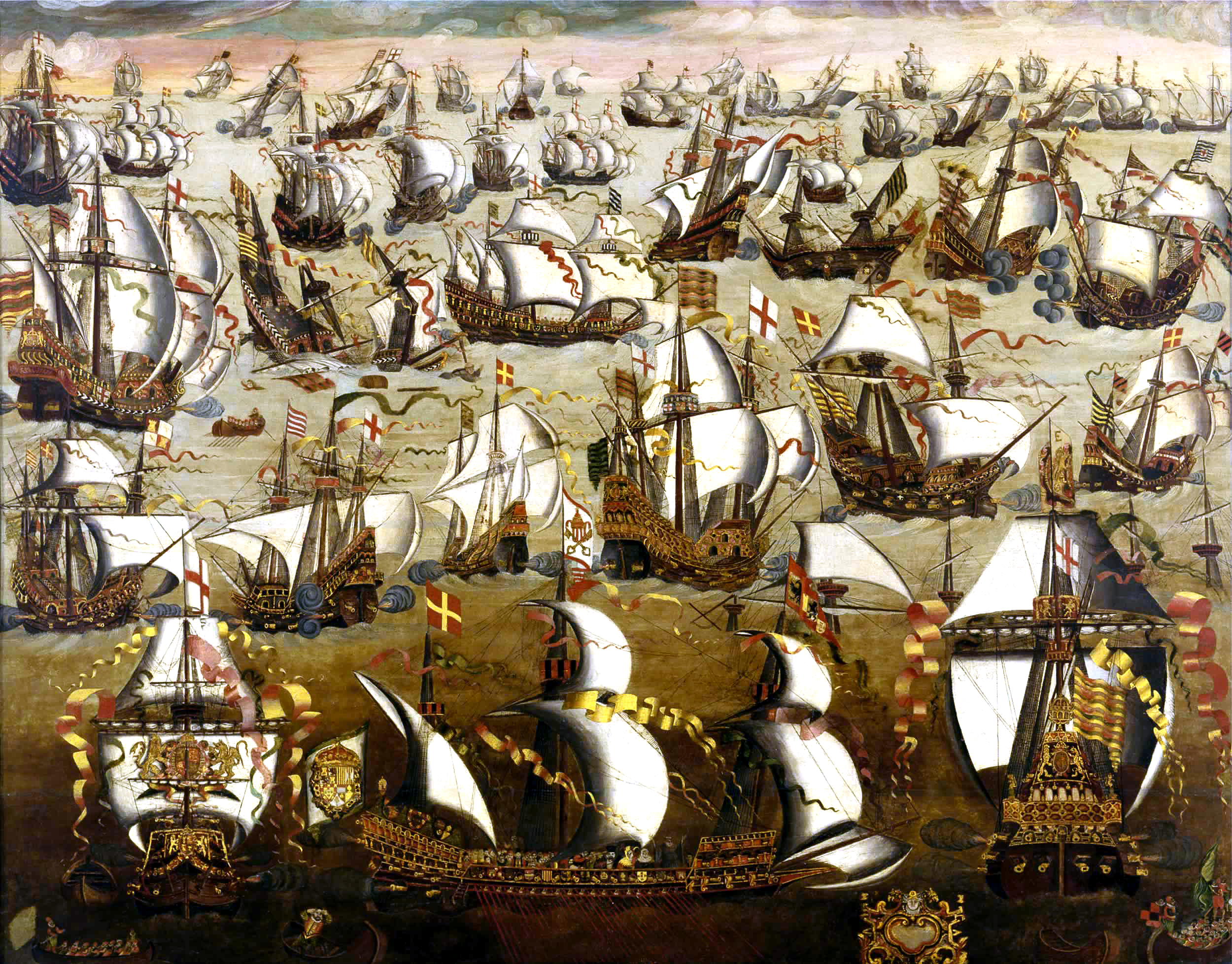
Bataille entre l'Invincible Armada et la flotte anglaise, XVIe siècle; l'invincible armada fut équipée en partie grâce aux arrivages des métaux précieux d'Amérique

D'immenses fortunes se sont constituées grâce au commerce entre l'Amérique et l'Europe. L'historien Antonio García-Baquero González (es) dit que la vitesse avec laquelle ces fortunes ont été établies a peu d'équivalent dans l'histoire de l'humanité.
Sans pour autant représenter la majorité de la population européenne, de nombreux gens vivaient du commerce transatlantique : armateurs et marins, assureurs et banquiers, propriétaires agricoles espagnols et portugais (qui profitaient de nouveaux débouchés avec le marché américain, en particulier pour les ventes de vin).
Le roi d'Espagne recevait une part dans l'arrivage des métaux précieux en Europe : environ 20 % de la part des arrivages des métaux précieux jusqu'au début du XVIIe siècle (mais seulement 5 % durant le XVIIe siècle à cause d'une augmentation de la fraude), puis 25 % au XVIIIe siècle. Les bénéfices ainsi récupérés par la Couronne espagnole étaient très insuffisants pour en couvrir les dépenses, notamment pour faire la guerre : ainsi, les dettes de Charles Quint étaient supérieures au total des arrivages de métaux précieux d'Amérique durant son règne.
Sur le plan militaire, l'Invincible Armada a été équipée en partie grâce aux métaux précieux d'Amérique. La campagne des Pays-Bas a été en partie subordonnée au succès des arrivages de métaux : « L'histoire des mutineries montre la fragilité des payements, partant de la machine, quand la conjoncture Atlantique, cette conjoncture de Roi, avons-nous dit, est mauvaise. Dans le camp espagnol, quand l'argent vient à manquer, le niveau des troupes allemandes enrôlées baisse, quand l'argent manque depuis trop longtemps, le tercio lui-même, faute de pouvoir se retirer, se révolte et comme les reîtres, tente de se payer sur l'habitant, le loyaliste de préférence, ou l'indifférent, bien sûr, non l'ennemi hors d'atteinte ».

#### Inflationeuropéenne duXVIeauXVIIIesiècle
La brutale inflation appelée révolution des prix, entre le milieu du XVIe siècle et la fin du XVIIe siècle, qui a vu les prix en Europe multipliés en moyenne par six en 150 ans, a été principalement attribuée, dès le milieu du XVIe siècle, à l'importation massive de métaux précieux d'Amérique.
Les premiers érudits à soutenir que cet afflux d'or et d'argent était la principale cause de l'inflation des prix en Europe sont le clerc  Martín de Azpilcueta Navarro de l'université de Salamanque et le philosophe français Jean Bodin. Plus récemment, cette hypothèse a été reprise par les historiens contemporains Earl Hamilton et Douglas Fisher,.
Mais elle a également été contestée par d'autres historiens de l'économie, ou du moins relativisée, car d'autres causes peuvent expliquer au moins en partie cette inflation ; l'historien français Michel Morineau affirme par exemple en 1968 qu'il n'y a selon lui « pas relation de cause à effet entre l'arrivée des métaux précieux et les prix ».